# 카솔레델사
카솔레델사(이탈리아어: Casole d'Elsa)는 이탈리아 토스카나주 시에나도에 있는 코무네다. 피렌체에서 남서쪽 50km, 시에나에서 서쪽 25km 거리에 있다.